# EFootball 2022
eFootball 2022 è un videogioco gratuito di simulazione calcistica sviluppato da Konami Digital Entertainment e pubblicato da Konami. Fa parte dalla serie originale eFootball. 
Si tratta del ventunesimo capitolo della serie, che è stato annunciato a luglio 2021 ed è uscito sul mercato il 30 settembre dello stesso anno per le piattaforme PlayStation 5, PlayStation 4, Xbox Series X/S, Xbox One, Windows, iOS e Android.
Il titolo, primo della serie PES a utilizzare il motore di gioco Unreal Engine 4, è stato accolto in modo fortemente negativo da critica e pubblico.
Il 14 aprile 2022 è uscita la versione 1.0.

## Modalità di gioco
In eFootball sono presenti principalmente due modalità di gioco. La prima è chiamata Squadra Autentica e permette agli utenti di utilizzare squadre reali in partite offline (contro l'IA) o in locale con i propri amici. Qui si possono giocare anche le partite utente online: quest'ultime saranno giocabili in Eventi e in Partita Amico, dove si potrà sfidare un'altra persona anche a distanza. La seconda modalità di gioco si chiama Squadra Dei Sogni, nel quale si possono disputare partite online e offline con una squadra originale, creata ingaggiando allenatori e giocatori. Ogni formazione può essere personalizzata con il suo nome, la sua divisa e il suo stile di gioco. Con questo club si può giocare sia offline che online tramite la sezione Eventi.

## Accoglienza
Il videogioco è stato accolto dalla critica con valutazioni fortemente negative sia su PC che su console. Il gameplay del titolo è stato criticato per la grafica, l'utilizzo del motore di gioco e i controlli, ritenuti di qualità molto scadente. I contenuti disponibili, ritenuti insufficienti, sono stati oggetto di forti giudizi negativi da parte di numerose testate professionali.
Anche l'accoglienza del pubblico è stata fortemente sfavorevole. A poche ore dall'uscita il gioco è stato oggetto di scherno su diversi social media per via di diversi bug grafici, e a un giorno dal lancio eFootball 2022 è diventato il gioco con la percentuale di recensioni negative più alta su Steam, arrivando al 91% di pareri sfavorevoli.  Kat Bailey di IGN ha definito l'accoglienza del videogioco come "disastrosa".
Konami, che ha prodotto il videogioco, si è scusata pubblicamente per i problemi del titolo e ha dichiarato di stare lavorando a delle soluzioni. Il 5 novembre viene commercializzata la versione 0.9.1 con la quale vengono corretti gran parte dei bug e glitch grafici e vengono apportate diverse sistemazioni in termini di gameplay e velocità di gioco.